# エヴァ・マリー・セイント
エヴァ・マリー・セイント（Eva Marie Saint、1924年7月4日 - ）は、アメリカ合衆国の女優である。

## 来歴
ニュージャージー州ニューアーク出身。ボーリング・グリーン州立大学で学び、テレビなどに出始めた。
映画初出演の1954年の『波止場』でアカデミー助演女優賞を受賞。その後もエリザベス・テイラー主演の『愛情の花咲く樹』『いそしぎ』、アルフレッド・ヒッチコック監督とケーリー・グラント主演のコンビ４本目『北北西に進路を取れ』、ポール・ニューマン主演の『栄光への脱出』、グレゴリー・ペック主演の『レッド・ムーン』等にヒロイン役で出演、1970年代以降はテレビが主であるがコンスタントに出演しており、2006年公開の映画『スーパーマン リターンズ』にも出演している。
ジョン・フランケンハイマー監督作品『グラン・プリ』では三船敏郎とも共演している。
2009年2月23日（日本時間）、ハリウッドにあるコダック・シアターで開催された第81回アカデミー賞授賞式で助演女優賞のプレゼンターとして舞台に登場した。

## 主な出演作品
| 公開年 | 邦題 原題                                                                      | 役名                     | 備考                      | 吹き替え                                             |
| ------ | ------------------------------------------------------------------------------ | ------------------------ | ------------------------- | ---------------------------------------------------- |
| 1954   | 波止場 On the Waterfront                                                       | イディ・ドイル           | アカデミー助演女優賞 受賞 | 野口ふみえ(NET版)                                    |
| 1956   | すてきな気持ち That Certain Feeling                                            | Dunreath Henry           |                           |                                                      |
| 1957   | 夜を逃れて A Hatful of Rain                                                    | セリア・ポープ           |                           |                                                      |
| 1957   | 愛情の花咲く樹 Raintree County                                                 | ネル                     |                           | 里見京子(NET 版)                                     |
| 1959   | 北北西に進路を取れ North by Northwest                                          | イヴ・ケンドール         |                           | 北浜晴子(東京12チャンネル版)、吉野佳子(日本テレビ版) |
| 1960   | 栄光への脱出 Exodus                                                            | キティ・フレモント       |                           | 野口ふみえ(NET版)                                    |
| 1965   | 36時間 36 Hours                                                                | アンナ・ヘドラー         |                           | 野口ふみえ(NET版)                                    |
| 1965   | いそしぎ The Sandpiper                                                         | クレア・ヒューイット     |                           | 野口ふみえ(NET版)                                    |
| 1966   | アメリカ上陸作戦 The Russians Are Coming, the Russians Are Coming              | エルスパス・ホイテッカー |                           | 二階堂有希子(TBS版)                                  |
| 1966   | グラン・プリ Grand Prix                                                        | ルイーズ・フレデリクソン |                           | 北浜晴子(東京12チャンネル版)                         |
| 1968   | レッドムーン The Stalking Moon                                                 | サラ                     |                           |                                                      |
| 1980   | ツタンカーメンの呪い The Curse of King Tut's Tomb                              | サラ・モリッシー         | テレビ映画                |                                                      |
| 1981   | 草原の輝き Splendor in the Grass                                               | ローミス夫人             | テレビ映画                | 文野朋子(NHK版)                                      |
| 1984   | さよならバディ/愛と感動の盲導犬物語 Love Leads the Way: A True Story           | ユーステス夫人           | テレビ映画                |                                                      |
| 1984   | 疑惑 Fatal Vision                                                              | ミルドレッド             | テレビ映画                | 鳳八千代(NHK版)                                      |
| 1986   | 恋のじゃま者 Nothing in Common                                                 | ロレイン                 |                           |                                                      |
| 1986   | パットン将軍 最後の日々 The Last Days of Patton                                | パットンの妻             | テレビ映画                |                                                      |
| 1990   | 恐怖の航海/アキレ・ラウロ号事件 Voyage of Terror: The Achille Lauro Affair     | マリリン                 | テレビ映画                |                                                      |
| 1991   | 愛と追憶の大地 Palomino                                                        | キャロライン・ロード     | テレビ映画                |                                                      |
| 1995   | 君だけを見つめて… My Antonia                                                   | エマリン・バーデン       | テレビ映画                |                                                      |
| 1996   | ザ・タイタニック Titanic                                                       | ヘイゼル・フォリー       | テレビ映画                | 寺島信子                                             |
| 2000   | 永遠のアフリカ I Dreamed of Africa                                             | フランカ                 |                           |                                                      |
| 2000   | 愛する人々 Papa's Angels                                                       | ドリ・ジェンキンス       | テレビ映画                |                                                      |
| 2005   | きいてほしいの、あたしのこと -ウィン・ディキシーのいた夏 Because of Winn-Dixie | ミス・フラニー           |                           | 竹口安芸子                                           |
| 2005   | アメリカ、家族のいる風景 Don't Come Knocking                                   | ハワードの母             |                           |                                                      |
| 2006   | スーパーマン リターンズ Superman Returns                                       | マーサ・ケント           |                           | 麻生美代子                                           |
| 2014   | ニューヨーク 冬物語 Winter's Tale                                              | ウィラ                   |                           | 沢田敏子                                             |

## 受賞歴

### アカデミー賞
受賞
1955年 アカデミー助演女優賞:『波止場』

### 英国アカデミー賞
ノミネート
1955年 新人賞:『波止場』
1958年 最優秀外国女優賞:『夜を逃れて』

### ゴールデングローブ賞
ノミネート
1958年 主演女優賞 (ドラマ部門):『夜を逃れて』